# Istorija psihologije
U današnje vreme se psihologija definiše kao „naučno proučavanje ponašanja i mentalnih procesa”. Filozofsko zanimanje za ljudski um i ponašanje datira još od drevnih civilizacija Egipta, Persije, Grčke, Kine i Indije.

## Rana filozofska misao
Mnoge kulture tokom istorije spekulišu o prirodi uma, srca, duše, duha, mozga, itd. Na primer, u Drevnom Egiptu, Edvin Smith Papirus sadrži rani opis mozga i neke spekulacije o njegovim funkcijama (opisano u medicinskom / hirurškom kontekstu). Iako su drugi medicinski dokumenti drevnih vremena bili puni uroka i aplikacija namenjenih da odvrate demone koji izazivaju bolesti i druga sujeverja, Edvin Smith Papirus daje lekove za gotovo 50 uslova, a samo dva sadrže uroke za odbranu zla.
Drevni grčki filozofi, od Talesa (sp. 550. p. N. E.) Pa sve do rimskog perioda, razvili su razrađenu teoriju onoga što su oni nazvali psuche (psiha) (iz čega je izvedena prva polovina „psihologije“), kao i drugi „psihološki“ pojmovi - nous, thumos, logistikon itd. Najuticajniji su izveštaji o Platonu,Pitagori i Aristotelu (posebno Peri Psiches, poznatiji pod latinskim naslovom De Anima). Platonova tripartitna teorija duše, Alegorija kočija i koncepti poput erosa definisali su naknadne stavove zapadne filozofije o psihi i predviđali savremene psihološke predloge, poput Frojdova identiteta, ega i super-ega i libida; do te mere da je „Frojd 1920. odlučio da predstavi Platona kao preteču sopstvene teorije, kao deo strategije usmerene na definisanje naučne i kulturne kolokacije psihoanalize“. Helenistički filozofi (naime, stoici i epikuristi) odvojili su se od klasične grčke tradicije na nekoliko važnih načina, posebno u svojoj zabrinutosti pitanjima fiziološke osnove uma. Rimski lekar Galen bavio se ovim pitanjima najrazrađenije i najuticajnije od svih. Grčka tradicija uticala je na neke hrišćanske i islamske misli na tu temu.
U judeo-hrišćanskoj tradiciji, Priručnik za disciplinu (iz Svitaka sa Mrtvog mora, oko 21. pne. - 61. N. E.) Beleži podelu čovekove prirode na dva temperamenta ili na suprotstavljene duhove bilo istinitosti ili perverznosti.
Valter M Freeman predlaže da je tomizam filozofski sistem koji objašnjava spoznaju najkompatibilniji sa neurodinamikom, u članku iz 2008. godine u časopisu Mind and Matter pod naslovom „Nelinearna dinamika mozga i namera prema Akvinskom."
U Aziji je Kina imala dugu istoriju sprovođenja testova sposobnosti kao dela svog obrazovnog sistema. U 6. veku nove ere, Lin Ksi je izveo rani eksperiment, u kojem je tražio da ljudi jednom rukom nacrtaju kvadrat, a drugom drugom krug (navodno da bi testirali ranjivost ljudi na rasejanost). Neki su tvrdili da je ovo prvi psihološki eksperiment, a samim tim i počeci psihologije kao eksperimentalne nauke.
Indija je takođe imala razrađenu teoriju „sopstva“ u svojim filozofskim spisima Vedante. Budističke filozofije su razvile nekoliko psiholoških teorija (vidi Budizam i psihologija), formulišući interpretacije uma i koncepte kao što su agregati (skandhe), praznina (suniata), ne-ja (anatta), pažnja i priroda Bude, kojima se danas govori. teoretičari humanističke i transpersonalne psihologije. Nekoliko budističkih loza razvilo je pojmove analogne onima moderne zapadne psihologije, poput nesvesnog, ličnog razvoja i poboljšanja karaktera, koji je poslednji deo Plemenitog osmostrukog puta i izražen, na primer, u Tathagatagarbha Sutri. Tradicije Hinaiane, kao što je Theravada, više su usredsređene na individualnu meditaciju, dok tradicije Mahaiane takođe naglašavaju postizanje budine prirode mudrosti (prajna) i saosećanja (karuna) u ostvarenju ideala boddisattve, ali potvrđujući to metafizički, u koja je dobrotvornost i pomoć živim bićima kosmički osnovna. Budistički monah i naučnik D. T. Suzuki opisuje važnost unutrašnjeg prosvetljenja pojedinca i samoostvarenja uma. Istraživač David Germano u svojoj tezi o Longchenpi takođe pokazuje važnost samoaktualizacije u dzogchen nastavnoj lozi.
Srednjovekovni muslimanski lekari takođe su razvili prakse za lečenje pacijenata koji pate od raznih „bolesti uma."
Ahmed ibn Sahl al-Balkhi (850–934) bio je među prvima, u ovoj tradiciji, koji su raspravljali o poremećajima vezanim i za telo i za um, tvrdeći da „ako se nefs [psiha] razboli, telo takođe može naći radost u životu i na kraju može razviti telesnu bolest. “ Al-Balkhi je prepoznao da telo i duša mogu biti zdravi ili bolesni, ili„ uravnoteženi ili neuravnoteženi “. Napisao je da neravnoteža tela može rezultirati vrućicom, glavoboljom i drugim telesnim bolestima, dok neravnoteža duše može rezultirati besom, anksioznošću, tugom i drugim simptomima vezanim za nafs. Prepoznao je dve vrste onoga što danas nazivamo depresijom: onu uzrokovanu poznatim razlozima poput gubitka ili neuspeha, koji se mogu psihološki tretirati; a drugi uzrokovan nepoznatim razlozima koji su možda uzrokovani fiziološkim razlozima i koji se mogu lečiti fizikalnom medicinom.
Naučnik Ibn al-Haitham (Alhazen) izveo je eksperimente u vizuelnoj percepciji i ostalim čulima, uključujući varijacije osetljivosti, osećaj dodira, percepciju boja, percepciju tame, psihološko objašnjenje mesečeve iluzije i binokularni vid. Al-Biruni je takođe koristio takve eksperimentalne metode u ispitivanju vremena reakcije.
Slično tome, Avicenna je rano radio na lečenju bolesti povezanih sa nafsom i razvio sistem za povezivanje promena brzine pulsa sa unutrašnjim osećanjima. Avicenna je takođe opisao pojave koje sada prepoznajemo kao neuropsihijatrijska stanja, uključujući halucinacije, nesanicu, maniju, noćnu moru, melanholiju, demenciju, epilepsiju, paralizu, moždani udar, vrtoglavicu i tremor.
Ibn Zuhr (Avenzoar) je opisao poremećaje slične meningitisu, intrakranijalnom tromboflebitisu i tumorima medijastinalnih klica; Averroes je mrežnici pripisao svojstva fotoreceptora; a Maimonides je opisao intoksikaciju besnila i belladonne.
Vitelo se smatra pretečom psihologije percepcije. Njegova Perspectiva sadrži mnogo materijala iz psihologije, ocrtavajući poglede koji su bliski savremenim pojmovima o udruživanju ideja i o podsvesti.
Psihologija graniči sa raznim drugim poljima, uključujući fiziologiju, neuronauku, veštačku inteligenciju, sociologiju, antropologiju, kao i filozofiju i druge komponente humanističkih nauka. Istorija psihologije kao naučne studije uma i ponašanja datira još od starih Grka. Postoje takođe dokazi psihološke misli u starom Egiptu. Veoma visok nivo rada na naukama o umu može se naći u vedskim spisima Sanatane Darm (hinduizam), gde je primena određenog principa deo indijske jogijske prakse.
Prvo sistematsko delo koje bi se moglo smatrati pod današnjim značenjem pojma “psihologija” bilo je napisano još u 4. veku p.n.e. (Aristotel, “De anima”), dok većina psihologa tvrdi da se prvi put termin pojavio u 16. veku. Najčešće se termin psihologija vezuje za tri nemačka filozofa iz 16. veka, Goklenijusa, Oto Kasmana i Blankar, a zatim i Kristijan fon Volf, koji su koristili ovu reč u nekom savremenijem značenju.
Prva sistematizovana shvatanja o psihičkom životu javljaju se u okviru filozofskih razmatranja o metafizičkoj suštini prirode i čoveka i o čovekovim saznanjima i moralnim postupcima. Duša je dakle, sinonim života, odnosno snage. Prvi preokret započeo je Tales, koji govori da misteriozna bića ne postoje i da naučno objašnjenje prirodnih pojava mora odbaciti ovakva shvatanja. Sledeći je Hipokrat, sa 4 vrste temperamenta, a zatim i Empedokle, sa elementima kao osnovama svega.
Moglo bi se reći da su postojale dve paralelne psihologije, jedna naučna i objektivna, od Aristotela do danas, a druga vođena željom i ljudskim narcizmom pomešanog sa  strahom od smrti preko Homera, Platona, Svedenborga i današnjih parapsihologa.
Najuticajnija shvatanja među filozofima Helade su Demokrit, Platon i Aristotel. Demokrit je učio da je svet napravljen od malih atoma. Čestice od kojih se sastoji duša su malene i krhke. Demokrit smatra da procesi funkcionišu pomoću mehaničkih principa.

## Racionalizam
Za psihologiju je značajna i Dekartova analiza emocija. Složenost emocija svodi se na 6 elementarnih strasti: ljubav, mržnju, želju, radoznalost, radost i tugu. Ljubav po njemu zavisi koliko objekt moće da pruži zadovoljstva, a mržnja koliko može da pruži zla. U raspravi „Strasti duše“, Dekart govori o fiziološkom procesu koji prati javljanje emocija. On govori o tome kako nervi zapravo prenose informacije do mozga. Osnovna razlika između čoveka i životinje je u tome što čovek ima slobodan izbor da podstakne ponašanje, a životinja ne. Uveo je pojam refleksnog luka da objasni sve pojave ponašanja kod životinja.
Baruh Spinoza je veoma značajan za psihologiju. Dok je Dekart bliži Platonu, Spinoza je bliži Aristotelu. Spinoza smatra da su telo i duša jedinstvene  celine. Monistički determinizam, pomoću kojeg se fiziologija i psihologija ujedinjuju. Memorija je sekvenca mentalnih zbivanja koja odgovara sekvenci telesnih zbivanja. Shvatanje o iracionalnosti ljudskih postupaka je jedan deo psihoanalize, koji Spinozu onda stavlja kao mislioca koji je omogućio javljanje psihoanalitičke teorije. Redukcionizam je stanovište koje smatra da je mentalni život moguće svesti na fiziološke procese bez ostataka.
Lajbnic iznosi teorije paralelizma tela i svesti. Telo se povinuje sopstvenim zakonima i zakonima mehanike. Mentalni postupci i sekvence su izazvani mentalnom uzročnošću. Takođe je bitno i Lajbnicovo klasifikovanje mentalnih zbivanja prema stepenu jasnosti.
Imanuel Kant je bio važan za razvoj psihologije; njegov stav da je nemoguće deduktivnim metodama pokazati realnost duševnih zbivanja i da je svaka mentalna funkcija odraz organizma  u celini. Proučavanjem mentalnog života, stvorio je tri celine: saznavanje, htenje i osećanje. Detaljna analiza procesa saznanja nalazi se u „Kritici čistog uma“, a osećanje i htenje se nalaze u „Kritika praktičnog uma“. Akt i percepcija su po Kantu jedinstveni. Svest organizuje senzorne delove i pretvara u iskustvo. Kant upozorava da je krajnja priroda spoljnih stvari nedostupna opažanju.

## Empirizam
Od engleskih empričara, bitan je Tomas Hobs. Glad, žeđ i seksualni impulsi su urođeni nagoni, dok su najvažniji društveni podsticaji ponašanja strah i težnja ka počastima. Osnova ljudskog ponašanja je lična korist, a strah je centralno regulativno sredstvo koje ljude sprečava da ispolje do kraja svoju sebičnu prirodu. Hobs je verovao da svaki pojedinac teži da zadovolji svoje potrebe i otkloni svoj bol. Po istom principu funkcioniše i Frojdov princip zadovoljstva. Čitavo iskustvo je po Hobsu, neka vrsta kretanja. Hobs spada u tvorce modernog asocijacionizma.

## Naučni časopisi
Postoje tri „primarna časopisa” u kojima specijalisti istorije psihologije objavljuju:
Pored tih časopisa postoji veliki broj „prijateljskih časopisa” u kojima se često mogu naći istorijski materijali.

## Literatura
- Annas, J. E (1992). Hellenistic philosophy of mind. Berkeley, California: University of California Press.
- Ash, M. G (1995). Gestalt psychology in German culture, 1890–1967. Cambridge, UK: Cambridge University Press.
- Bakalis, N (2005). Handbook of Greek Philosophy: From Thales to the Stoics: Analysis and Fragments. Victoria, BC: Trafford Publishing.
- Baker, D. B (2011). The Oxford Handbook of the History of Psychology: Global Perspectives. New York: Oxford University Press.
- Bardon, F (2001). Initiation Into Hermetics. New Leaf Distribution. ISBN 978-1-885928-24-5.. Salt Lake City, Utah: Merkur Publishing Co.
- Bartlett, F. C. (1937). „Cambridge, England: 1887–1937”. American Journal of Psychology. 50 (1/4): 97—110. JSTOR 1416623. doi:10.2307/1416623.
- Bringmann, W. G. & Tweney, R. D. (Eds.) Wundt studies. Toronto: Hogrefe. 1980.
- Cadwallader, T. C. (1974). „Charles S. Peirce (1839–1914). The first American experimental psychologist”. Journal of the History of the Behavioral Sciences. 10 (3): 291—298. PMID 11609224. doi:10.1002/1520-6696(197407)10:3<291::aid-jhbs2300100304>3.0.co;2-n.
- Carlson, Heth;  . (2010). Psychology, the science of behaviour (7th изд.).. Toronto, Ontarion, Canada: Pearson Canada.
- Cockren, A (2007). Alchemy Rediscovered and Restored.. New York, New York: Forgotten Books.
- Coon, Deborah J. (1994). 'Not a Creature of Reason': The Alleged Impact of Watsonian Behaviorism on Advertising in the 1920s. In J.T. Todd & E.K. Morris (Eds.), Modern Perspectives on John B. Watson and Classical Behaviorism. New York: Greenwood.
- Cooper, J. C (1990). Chinese Alchemy: the Daoist Quest for Immortality. New York, New York: Sterling Publishing Co. . Inc
- Danziger, K (1997). Naming the mind: How psychology found its language. London: Sage.
- Durrant, M. (Ed.) Aristotle's De Anima in focus. London: Routledge. 1993.
- Edgell, Beatrice; Symes, W. Legge (1906). „The Wheatstone-Hipp Chronoscope. Its Adjustments, Accuracy, and Control”. British Journal of Psychology. 2: 58—88. doi:10.1111/j.2044-8295.1906.tb00173.x.
- Edwardes, M (1977). The Dark Side of History. Hart-Davis MacGibbon. ISBN 978-0-246-10871-5.. New York, New York: Stein and Day.
- Evans, R. B., Staudt Sexton, V., & Cadwallader, T. C. (Eds.) The American Psychological Association: A historical perspective. 1992.. Washington, D.C.: American Psychological Association.
- Everson, S. (Ed.)Companions to Ancient thought 2: Psychology. New York: Cambridge University Press. 1991.
- Fechner, G. T (1860). Elemente der psychophysik. Breitkopf & Härtel.. Engelmann(?).
- Furumoto, L., & Scarborough, E. Untold Lives: The First Generation of American Women Psychologists. New York: Columbia University Press. 1987.
- Green, C. D. (2000). Introduction to: "Perception: An introduction to the Gestalt-Theorie" by Kurt Koffka Classics in the History of Psychology. http://psychclassics.yorku.ca/Koffka/Perception/intro.htm. 1922. Спољашња веза у |publisher= (помоћ)
- Green, C. D. & Groff, P. R. Early psychological thought: Ancient accounts of mind and soul. Westport, Connecticut: Praeger. 2003.
- Hauck, D. W (2008). The Complete Idiot's Guide to Alchemy. New York, New York: Alpha. ISBN 978-1-59257-735-4.
- Heidbredder, E (1933). Seven psychologies. New York: Appleton-Century.-Crofts.
- Henle, M (1978). „One man against the Nazis: Wolfgang Köhler” (PDF). American Psychologist. 33 (10): 939—944. doi:10.1037/0003-066x.33.10.939. hdl:11858/00-001M-0000-002B-9E5F-5.
- Henle, M (1984). „Robert M. Ogden and gestalt psychology in America”. Journal of the History of the Behavioral Sciences. 20 (1): 9—19. PMID 11608590. doi:10.1002/1520-6696(198401)20:1<9::aid-jhbs2300200103>3.0.co;2-u.
- Heth, Carlson;  . (2009). Psychology, the science of behaviour.. seventh edition,
- Hollister, C. W. & Bennett, J. Medieval Europe: A Short History. New York, New York: McGraw-Hill College. 1990. .
- Hrnjica, Sulejman (2005). Opšta psihologija sa psihologijom ličnosti : uvodna predavanja. Naučna KMD d,o,o. ISBN 9788683645121.
- Jarzombek, M (2000). The Psychologizing of Modernity. Cambridge: Cambridge University Press.
- Jung, C. G (1980). Psychology and Alchemy. New York, New York: Routledge.
- Koffka, K (1922). „Perception: and introduction to the Gestalt-theorie”. Psychological Bulletin. 19 (10): 531—585. doi:10.1037/h0072422.
- Koffka, K (1924). The growth of the mind. London: R. M. Ogden, Trans.. Routledge & Kegan Paul. (Original work published 1921)
- Koffka, K (1935). Principles of Gestalt psychology. New York: Harcourt.. Brace, & World.
- Köhler, W (1925). „Mentality of apes”. Nature. 116 (2914): 351. Bibcode:1925Natur.116..351.. doi:10.1038/116351a0. (E. Winter, Trans.). London: Routledge & Kegan Paul. (Original work published 1917)
- Köhler, W (1940). Dynamics in psychology. New York: Liveright.
- Kroker, K (2003). „The progress of instrospection in America, 1896–1938”. Studies in History and Philosophy of Biological and Biomedical Sciences. 34: 77—108. doi:10.1016/s1369-8486(02)00072-9.
- Krstic, K (1964). „Marko Marulic—The Author of the Term "Psychology".”. Acta Instituti Psychologici Universitatis Zagrabiensis (36): 7—13.. Reprinted at http://psychclassics.yorku.ca/Krstic/marulic.htm
- Kusch, M (1995). „Recluse, interlocutor, interrogator: Natural and social order in turn-of-the-century psychological research schools”. Isis. 86 (3): 419—439. S2CID 143235448. doi:10.1086/357238.
- Mandler, G (2007). A history of modern experimental psychology: From James and Wundt to cognitive science. Cambridge, MA: MIT Press. ISBN 978-0-262-13475-0.
- Nicolas, S (2002). Histoire de la psychologie française: Naissance d'une nouvelle science. Paris: In Press.
- Nussbaum, M. C. & Rorty, A. O. (Eds.) Essay on Aristotle's. 1992.. De Anima. Oxford: Clarendon Press.
- Paranjpe, A. C (1998). Self and identity in modern psychology and Indian thought. New York: Springer. ISBN 978-0-306-45844-6.
- Plas, R. (1997). French psychology. In W. G. Bringmann, H. E. Lück, R. Miller, & C. E. Early (Eds.), A pictorial history of psychology (pp. 548–552). Chicago: Quintessence.
- Rieber, R. W. & Robinson, D. K. (Eds.) Wilhelm Wundt in history: The making of a scientific psychology. New York: Kluwer & Plenum. 2001. .
- Robinson, T. M. (1995). Plato's psychology (2nd изд.). Toronto: University of Toronto Press.
- Schwartz, J. M. & Begley, S. The Mind and The Brain: Neuroplasticity and the Power of Mental Force. New York, New York: Harper Perennial. 2002.
- Shapin, S (1975). „Phrenological knowledge and the social structure of early nineteenth-century Edinburgh”. Annals of Science. 32 (3): 219—243. PMID 11609859. S2CID 36847934. doi:10.1080/00033797500200261.
- Simon, Herbert A. (1981) Otto Selz and information-processing psychology. In N. H. Frijda A. D. de Groot (Eds.), Otto Selz: His Contribution to Psychology, Mouton, The Hague.
- Sokal, M. M. (2001). Practical phrenology as psychological counseling in the 19th-century United States. In C. D. Green, M. Shore, & T. Teo (Eds.), The transformation of psychology: Influences of 19th-century philosophy, technology, and natural science (pp. 21–44). Washington, D.C.: American Psychological Association.
- Ter Hark, Michel (2004). Popper, Selz, and the rise of evolutionary epistemology. Cambridge, UK: Cambridge University Press.
- Three Initiates (1940). The Kybalion. Chicago, Illinois: Yogi Publication Society.
- van der Eijk, P (2005). Medicine and Philosophy in Classical Antiquity: Doctors and Philosophers on Nature, Soul, Health and Disease. New York, New York: Cambridge University Press.
- van Wyhe, J (2004). Phrenology and the origins of scientific naturalism.. Aldershot, Hants, UK.
- Vidal, F (2011). The Sciences of the Soul: The Early Modern Origins of Psychology.. Chicago, University of Chicago Press.
- Watson, J. B. (1913). „Psychology as the behaviorist views it.”. Psychological Review. 20 (2): 158—177. doi:10.1037/h0074428. hdl:21.11116/0000-0001-9182-7.
- Wertheimer, M (1912). „Experimentelle Studien über das Sehen Bewegung”. Zeitschrift für Psychologie. 61: 247—250.
- Wertheimer, M. (1938). Gestalt theory. In W. D. Ellis (Ed. & Trans.), A source book of gestalt psychology (pp. 1–11). London: Routledge & Kegan Paul. (Original work published 1925)
- Wertheimer, W (1945). Productive thinking. London: Tavistock.